# Ciprofibrat
Ciprofibratul este un medicament hipolipemiant din clasa fibraților, fiind utilizat în tratamentul anumitor tipuri de dislipidemii. Calea de administrare disponibilă este cea orală.
Molecula a fost patentată în 1972 și a fost aprobată pentru uz medical în anul 1985.

## Utilizări medicale
Ciprofibratul este utilizat în tratamentul unor dislipidemii, precum:
- hipertrigliceridemie severă
- Hiperlipidemie primară combinată